# 岡本寬志
岡本寬志（1977年8月27日—）是日本男性聲優。2003年東映動畫研究所卒業後進入青二Production。

## 出演作品

### 電視動畫
- 下級生2（不良）
- 神樣中學生（阿部直人）
- 鬼太郎第五部（レポーター、一太郎）
- 機動戰士鋼彈SEED DESTINY（村雨驾驶员）
- 你好 安妮 ～Before Green Gables（喬・奈史密斯）
- 守護甜心！（体育老師、教練、先生）
- 異域傳說（レスター）
- 音速小子X（看守）
- 交響情人夢（山本）
- BECK（先輩男）
- Marginal Prince —月桂樹的王子們—（小林春也）
- 物 怪（小叔）
- 名偵探柯南（村人）
- ONE PIECE（ナバロン海軍新兵、オイモ、バジル、ハンター、男性客、猫殭屍、ユニコーンゾンビ、絵画殭屍、夏洛特‧卡吉 他）
- 熱拳本色（金城、若者、観客、学生）
- 戰場女武神（卡爾·奧薩巴爾）
- SKET DANCE（三上真治）

2003年
- 鼻毛真拳（小熊、日差君3號、鮮血的戈貝爾、絕望君〈第2代〉 等）

2004年
- 冒險王比特（多羅曼、烏爾夫、罪犯體松、首長艾依、船員、護衛、警衛隊長、風隊員、魔人 等）

2005年
- 櫻桃小丸子（消防員）

2006年
- 飛天小女警Z（逃跑的市民）

2007年
- 英雄時代（塔奇烏斯）

2008年
- 墓場鬼太郎（海灘褲男）

2010年
- 怪談餐館（馬克）

2014年
- 龍收藏（雷伊）
- 狐仙的戀愛入門（丹波橋紅司）

2015年
- 電波教師（男B、客B、武田、客A）

2016年
- 美少女戰士Crystal Season III 死亡毀滅者篇（古幡元基）
- D.Gray-man HALLOW（喬治·韓）
- 12歲。～小小胸口的怦然心動～ 第二期（結衣的父親）
- 夢幻慶典（久保翔太、工作人員）

2019年
- 鬼太郎第六部（北島敦）

### OVA
- 甜心戰士（警官、所員）

### 網路動畫
- 美少女戰士Crystal（古幡元基）

### 遊戲
- 戰國無雙系列（小早川隆景、鷹丸、武田胜赖）
- 無雙OROCHI系列（百百目鬼）
- 金色琴弦3（狩野航）
- 戰國SLOT 信長之野望·天下創世（明智光秀）
- 第2次超級機器人大戰 OG（イング）
- 拳皇XIV（安迪‧波格）
- 拳皇世界（安迪‧波格）
- 拳皇全明星（安迪‧波格）
- 拳皇XV（安迪‧波格）

### 廣播劇
- 英雄傳說VI「空之軌跡」（雷歐·E·洛連茲）

## 外部連結
- 事務所公開簡歷 （页面存档备份，存于）（日語）
- Boy's BEAT ぐだぐだ日記 （页面存档备份，存于）（日語）